# 183a Brigada Mixta (Exèrcit Popular de la República)
La 183a Brigada Mixta —originalment creada com la 3a Brigada asturiana— va ser una de les brigades mixtes creades per l'Exèrcit Popular de la República per a la defensa de la Segona República Espanyola.

## Historial
La unitat va ser creada al començament de febrer de 1937 a Grullos, i quedà assignada a la 1a Divisió asturiana. El comandament de la Brigada va recaure en el major de milícies Víctor Álvarez González, que va comptar amb l'assessorament militar del comandant d'infanteria Pedro Martínez Coll.
El 27 d'abril la brigada va sortir amb els batallons 213è, 216è i 230è cap a Biscaia —en plena ofensiva franquista—, ara sota el comandament del capità d'infanteria Joaquín Burgos Riestra. A la seva arribada a terres biscaïnes va ser agregada a la 2a Divisió basca, situant-se amb dues dels seus batallons a Amorebieta i amb un altre a Miravalles. Durant els combats de la defensa de Bilbao, el 13 de juny la unitat va quedar pràcticament desfeta en la rodalia de l'anomenat «Cinturó de la Mort» —l'última de les línies defensives que protegien Bilbao—; les seves restes, no obstant això, van aconseguir retirar-se i posteriorment tornarien a Astúries.
El 6 d'agost la unitat canviada de nom com la «183a Brigada Mixta», en el si de la 57a Divisió del XVI Cos d'Exèrcit, lliurant-se-li el comandament al major de milícies José Penido Iglesias. Després del començament de l'ofensiva franquista contra Astúries la 183a BM va ser enviada a Colombres, amb la missió de defensar la carretera de la costa, sent agregada a la Divisió «A» (de caràcter provisional). El 5 de setembre els republicans van perdre el control de Llanes, per la qual cosa la brigada va ser retirada del front, cap a Mieres, per a incorporar-se a la Divisió «C». El major de milícies Penido seria destituït i reemplaçat pel major de milícies Ángel López Bonachela.
Cap al 5 d'octubre la unitat es trobava cobrint el front dels ports de muntanya, en les altures d'«El Pedrusco», «El Castell», «Altocena» i «Busdrugo», però un avanç de les forces franquistes del general Antonio Aranda Mata els va portar fins a Campo del Caso, provocant l'aïllament de les forces republicanes; tots els efectius de la brigada van ser fets presoners, i la unitat va desaparèixer.
Recreació
La numeració de l'antiga 183a BM va ser adoptada per una nova brigada que es va crear el 30 d'abril de 1938, en el si de la 49a Divisió del XX Cos d'Exèrcit —que, per la seva banda, constituïa la reserva general del Grup d'Exèrcits de la Regió Central (GERC). La 183a Brigada Mixta va romandre al front de Madrid durant la resta de la contesa, sense intervenir en cap operació militar de rellevància.

## Comandaments
Comandants
- Major de milícies Víctor Álvarez González;
- Capità d'infanteria Joaquín Burgos Riestra;
- Major de milícies José Penido Iglesias;[2]
- Major de milícies Ángel López Bonachela;